# Po Linklooster

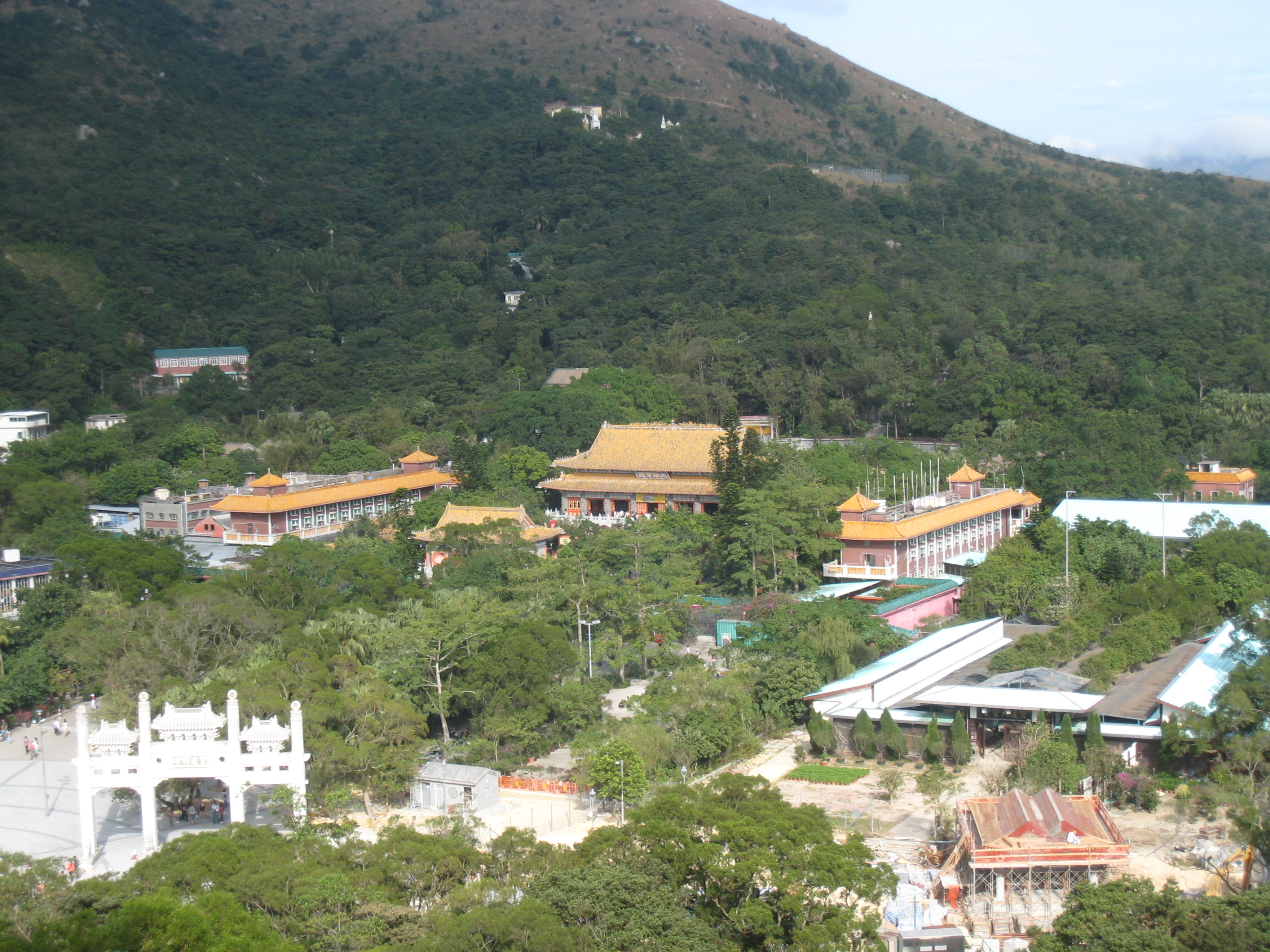
Kloostercomplex

Po Linklooster is een chan boeddhistische tempel en klooster in Ngong Ping, Lantau, Hongkong. Het is op een berg gebouwd en om het klooster te bereiken moet men de minibus nemen of de kabelbaan Ngong Ping 360 gebruiken. 

## Geschiedenis
Het klooster werd in 1906 door drie monniken uit Jiangsu opgericht. In 1924 kreeg het de naam die het klooster nu heeft. De Chinese naam "寶蓮禪寺" betekent "kostbare lotus chan-boeddhistische tempel". De hoofdtempel heeft drie bronzen van de Boeddha die het verleden, het heden en de toekomst verbeeld. Ook hebben ze nu een grote collectie aan boeddhistische geschriften. De tempel is deels met moderne bouwmaterialen zoals beton gebouwd.
Tian Tan Boeddha, een grote boeddhabeeld werd in 1993 afgemaakt en behoort tot het klooster.
Po Linklooster staat bekend om zijn houten armbanden. Ze worden rond de Tian Tan Boeddha verkocht.